# Scott D'Amore
Scott Francis D'Amore plus communément appelé Scott D'Amore, né le 8 août 1974 à Windsor, Ontario, est un lutteur professionnel (catcheur), manager, promoteur et booker (organisateur de matches de catch) canadien.

## Biographie

### Global Force Wrestling (2014–2017)
En 2014, D'Amore rejoint la nouvelle fédération de Jeff Jarett, la Global Force Wrestling en tant que vice-président des relations international. 

### Retour à Impact Wrestling / Total Nonstop Action Wrestling (2017-2024)
Au début de 2017, il fait son retour avec Jeff Jarrett à Impact Wrestling en tant que producteur. 

#### Vice-président et président (2017-2024)
Le 5 décembre 2017, il est nommé vice-président d'Impact Wrestling avec Don Callis.
Le 13 mars 2023, il est promu président de Impact Wrestling.
Le 7 février 2024, il est licencié de son poste de président par Anthem Sports & Entertainment et a été remplacé par Anthony Cicione en tant que président de la TNA.

## Palmarès
- Border City Wrestling
  - 5 fois BCW Can-Am Heavyweight Champion
  - 1 fois BCW Can-Am Tag Team Champion avec Bobby Clancy

- Elite Wrestling Federation
  - 1 fois EWF Tag Team Champion avec Johnny Swinger

- Grand Prix Wrestling
  - 1 fois Grand Prix Tag Team Champion

- Michigan Championship Wrestling
  - 1 fois MCW Can-Am Heavyweight Champion

- Midwest Territorial Wrestling
  - 1 fois Tag Team Champion avec Otis Apollo

- Ultimate Championship Wrestling
  - 1 fois UCW Heavyweight Champion

- World Wrestling Superstars
- 1 fois WWS Heavyweight Champion